# Herbert Mandl
Herbert Mandl (* 5. Juni 1961 in Scheibbs) ist ein österreichischer Skitrainer und früherer Skirennläufer. Nachdem er seine aktive Karriere als Skirennläufer nach Verletzungen im Alter von nur 19 Jahren beendet hatte, begann er während seiner Studienzeit als Trainer im Österreichischen Skiverband (ÖSV) zu arbeiten, ehe er ab 1992 Cheftrainer des norwegischen Damenteams wurde. Er kam 1998 zum ÖSV zurück und war von 2002 bis 2013 Cheftrainer der österreichischen Skidamen.

## Biografie
Herbert Mandl wuchs in Göstling an der Ybbs in Niederösterreich auf, besuchte von 1971 bis 1975 die Skihauptschule in Lilienfeld und wechselte danach an das Skigymnasium in Stams in Tirol. Während seiner Zeit an der Skihauptschule begann er mit planmäßigem Training und regelmäßigem Rennlauf. Nach ersten Erfolgen bei nationalen und internationalen Schülerrennen wurde Mandl, der dem Schiclub Göstling-Hochkar angehörte, in den Nachwuchskader des Österreichischen Skiverbandes (ÖSV) aufgenommen. 1978 stieg er in den B-Kader auf. Neben guten Platzierungen bei österreichischen Jugendmeisterschaften gelangen Mandl mehrere Siege in FIS-Rennen und Podestplätze im Europacup. Nach zwei in kurzer Folge erlittenen Kreuzbandrissen beendete er 1980 seine Karriere.
Mandl begann 1981 ein Studium der Sportwissenschaften und Geographie an der Universität Innsbruck, das er 1986 mit dem akademischen Grad Magister abschloss. Er absolvierte die Trainer- und Skilehrer-Ausbildung und arbeitete danach selbst als Ausbildner für angehende Trainer. 1985 begann er seine Trainertätigkeit im ÖSV, zunächst in der Nachwuchsmannschaft der Herren und ab 1987 als Europacuptrainer der Damen. 1992 wechselte Mandl zum Norwegischen Skiverband, wo er bis 1997 Cheftrainer der Damenmannschaft war. Die norwegischen Skidamen gewannen in dieser Zeit drei Medaillen bei Weltmeisterschaften und erreichten mehrere Podestplätze sowie einen Sieg im Weltcup.
Nach einem einjährigen Intermezzo als Geschäftsführer einer Firma im Sportbereich kehrte Mandl 1998 als Damen-Weltcuptrainer der Super-G- und Abfahrtsgruppe in den ÖSV zurück. Mit den österreichischen „Speed-Damen“ feierte er im Winter 1998/1999 große Erfolge mit dem Gesamt-, Super-G- und Riesenslalomweltcupsieg von Alexandra Meissnitzer, dem Abfahrtsweltcupsieg von Renate Götschl sowie mit dem Dreifachsieg im Super-G und dem Vierfachtriumph in der Abfahrt bei den Weltmeisterschaften 1999. Ab der Saison 1999/2000 war Mandl drei Jahre lang Herrentrainer der Weltcup-Riesenslalom/Super-G-Gruppe, der unter anderem die beiden Gesamtweltcupsieger Hermann Maier und Stephan Eberharter angehörten.
Im Jahr 2002 übernahm er als Nachfolger Karl Frehsners die Position des Rennsportleiters bzw. Sportlichen Leiters der Damen, die er bis 2013 innehatte. Unter seiner Führung als Cheftrainer gewannen Österreichs Skidamen neun Goldmedaillen bei Weltmeisterschaften (inklusive Teamwettbewerb) und drei Goldmedaillen bei Olympischen Spielen, dazu weitere 25 Silber- und Bronzemedaillen. Fünfzehnmal gewannen sie einen Disziplinenweltcup und einmal den Gesamtweltcup durch Nicole Hosp 2007. Nach der Saison 2012/2013 trat Mandl als Damen-Rennsportleiter zurück, um von nun an die Ski-Akademie in St. Christoph am Arlberg zu leiten. Als Nachfolger wurde Jürgen Kriechbaum bestellt.
Mandl lebt heute mit seiner Frau und zwei Kindern in Fulpmes in Tirol.